# Records of the Albany Museum
Records of the Albany Museum (abreviado Rec. Albany Mus.) fue una revista ilustrada con descripciones botánicas que fue editada en Grahamstown (Sudáfrica) por el Albany Museum desde el año 1903 hasta 1935.